# 余清
余清（？—？），四川成都府巴縣人，明朝政治人物。

## 生平
永樂二十一年（1423年）癸卯科四川鄉試舉人。授任户部主事，正統十年六月升员外郎，升黄州府知府，景泰六年（1455年）九月升福建都转运盐使司运使，不久卒于官。